# Schiffbrücke Arnheim
Die Schiffbrücke Arnheim (niederländisch Schipbrug Arnhem) querte den Nederrijn in der niederländischen Stadt Arnhem. Sie lag im Westen des Stadtkerns an der Stelle der heutigen Nelson-Mandela-Brücke.

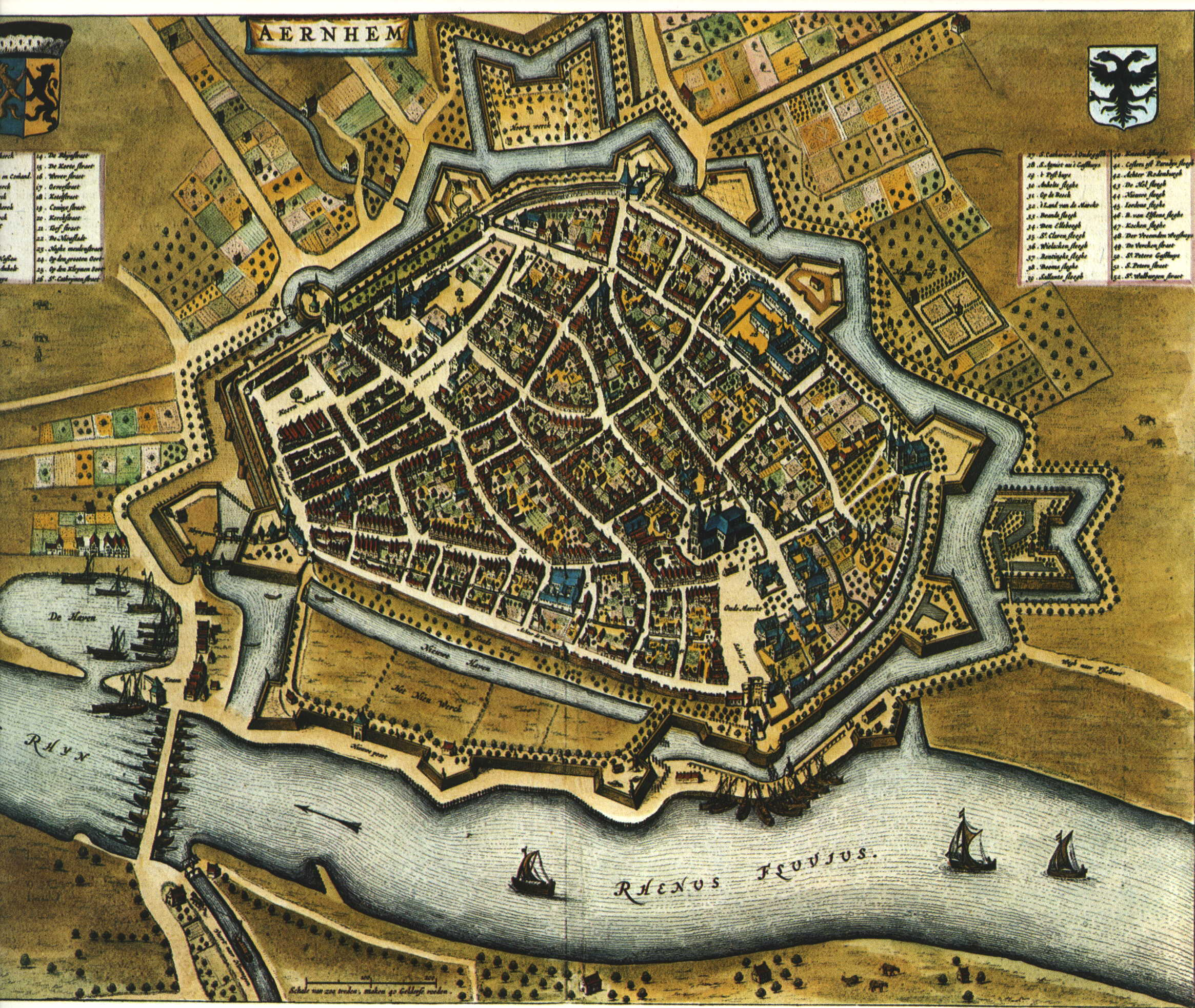
Arnhem, aus Toonneel der Steden von Joan Blaeu, 1652

Sie wurde 1603 angelegt, um die Stadt für die Bauern der Betuwe und die Händler aus Nijmegen besser erreichbar zu machen, die zuvor auf Fähren angewiesen waren. Sie wurde immer wieder durch Hochwasser und Kriege zerstört. Auch die Alterung der Schiffe bedingte, dass sie immer wieder erneuert werden musste.
Bis zum Bau der Rijnbrug 1935, der heutigen John-Frost-Brücke, war sie die einzige Flussbrücke in Arnheim.
Bei Sturm und bei drohendem Eisgang im Winter wurde sie abgebaut und ihre Schiffe in dem benachbarten Hafen in Sicherheit gebracht. Vor Flößen und Schiffen auf dem Fluss musste jedes Mal ein Abschnitt der Brücke aus der Schifffahrtsrinne gefahren und anschließend wieder zurückgezogen werden – ein zeitraubender Vorgang, der zu langen Wartezeiten am Ufer führte.
Seit der Römerzeit war sie wohl die erste dauerhafte Schiffbrücke über den Rhein, noch vor der Schiffbrücke Wesel, und jedenfalls die Schiffbrücke, die am längsten in Betrieb war.